# Conflit entre les factions Niu et Li
Le conflit entre les factions Niu et Li (chinois traditionnel : 牛李黨爭 ; pinyin : Níu Lǐ dǎngzhēng) est une lutte pour le pouvoir qui a lieu à la Cour des Tang, durant la seconde moitié de la dynastie. Si les chroniques historiques chinoise datent le début du conflit de 821, pendant le règne de l'empereur Tang Muzong, il puise ses origines dans des événements datant du règne de son père, l'empereur Tang Xianzong. Si, sur le moment, ces deux factions de la Cour n'ont pas véritablement de nom, par la suite, les historiens chinois les désignent sous les noms de faction Niu (牛黨) et faction Li (李黨). La première a été nommée ainsi d'après Niu Sengru, et elle est considérée comme étant une faction composée de fonctionnaires d'origine humble et qui ont passé les examens impériaux pour entrer dans le gouvernement. La seconde a été nommée d'après Li Deyu, et elle est considérée comme étant une faction de fonctionnaires d'origine aristocratique. Ces deux factions ont lutté pendant des décennies à la Cour, non seulement pendant le règne de l'empereur Muzong, mais aussi pendant ceux de ses fils, les empereurs Tang Jingzong, Tang Wenzong et Tang Wuzong. Les historiens chinois considèrent que ces luttes ont pris fin en 846, au début du règne de l'empereur Tang Xuānzong, qui est à la fois le successeur de l'empereur Wuzong et le frère de l'empereur Muzong. Son aversion claire pour Li Deyu, et la rétrogradation systématique des fonctionnaires plus ou moins proches de ce dernier, ont conduit à la défaite totale de la faction Li.

## Situation avant le début du conflit
Traditionnellement, les chroniques historiques chinoises considèrent que le conflit entre les factions Niu et Li trouve ses origines dans une décision prise en 808, par l'empereur Tang Xianzong. Cette année-là, il a organisé des examens impériaux spéciaux où les candidats devaient livrer une critique honnête du gouvernement. Wei Guanzhi et Yang Yuling (楊於陵), les responsables de cet examen, ont donné les meilleures notes à trois candidats, Niu Sengru, Huangfu Shi (皇甫湜) et Li Zongmin , qui ont formulé des critiques brutales contre le gouvernement. Cependant, le chancelier Li Jifu est tellement abasourdi par la violence des critiques qu'ils ont formulées, qu'il les prend comme une attaque personnelle envers lui. En larmes, Li Jifu part se plaindre directement auprès de l'empereur Xianzong, en lui disant que Pei Ji et Wang Ya, les deux personnes chargées de surveiller la manière dont Wei Guanzhi et Yang Yuling ont noté les examens, sont au cœur d'un conflit d'intérêts, car Huangfu Shi est le neveu de Wang Ya. À la suite de ses accusations, Pei, Wang, Yang et Wei sont tous rétrogradés; Wei subissant même une double peine, car après avoir été rétrogradé responsable du Zhou de Guo (果州),, il est ensuite muté et devient le responsable du Zhou de Ba (巴州), qui est encore moins important que le précédent. Si Niu, Huangfu et Li Zongmin ne sont pas exilés, le Zizhi Tongjian rapporte que leur carrière est stoppée net et qu'ils doivent chercher des postes dans les administrations des gouverneurs régionaux. Malgré cela, Li Deyu, le fils de Li Jifu, ne supporte pas ce qu'il considère comme une grave insulte envers son père et développe une rancune tenace envers ceux qu'il juge responsables de ladite insulte.

## Pendant le règne de l'Empereur Muzong
Après la mort de Xianzong en 820, c'est son fils, Tang Muzong, qui devient le nouvel empereur. Selon l'historien Sima Guang, de la dynastie Song, ce sont les examens impériaux de 821 qui servent d'événement déclencheur au conflit entre les factions Niu et Li.
À partir de 821, Li Deyu et son ami Yuan Zhen occupent chacun un poste d'érudit impérial (翰林學士, Hanlin Xueshi). Tous deux en veulent à Li Zongmin qui, dans le même laps de temps, s'était hissé au rang de fonctionnaire de niveau intermédiaire (中書舍人 Zhongshu Sheren) au Bureau législatif du gouvernement (中書省, Zhongshu Sheng). À cette époque, Yang Rushi (楊汝士), un jeune collègue de Zongmin au Bureau législatif, et Qian Hui (錢徽), le sous-ministre des rites (禮部侍郎, Libu Shilang) , sont chargés de superviser les examens impériaux. Le gouverneur militaire (Jiedushi) Duan Wenchang et le lettré impérial Li Shen demandent tous deux en secret à Qian de favoriser certains candidats. Mais, lorsque les résultats sont annoncés, les candidats que Duan et Li ont recommandés n'ont pas obtenu leurs concours, tandis que parmi ceux qui l'ont réussi se trouvent Zheng lang, le frère de Zheng Tan, qui est un membre du Bureau des Examens (門下省, Menxia Sheng); Pei Zhuan (裴譔) le fils du gouverneur militaire Pei Du, Su Chao (蘇巢), Le gendre de Li Zongmin, et Yang Yinshi (楊殷士), le frère de Yang Rushi. Ces résultats causent un tollé très important et Duan présente à la Cour Impériale un rapport accusant Yang Rushi et Qian d'être injustes. Lorsque l'empereur Muzong demande leur avis à Li Deyu, Yuan et Li Shen, trois des lettrés de la Cour, tous sont d'accord avec le rapport de Duan. L'empereur Muzong donne alors l'ordre à Wang Qi (王起), un collègue de Li Zongmin, de procéder à un réexamen des résultats, tandis que Qian Hui, Li Zongmin et Yang Rushi sont tous les trois rétrogradés au rang de responsables de Zhou et 10 des candidats sélectionnés par Qian Hui et Yang Rushi voient leurs résultats annulés.
À la même époque, Niu Sengru a réussi à faire avancer sa carrière et occupe le poste de sous-ministre du recensement (戶部侍郎, Hubu Shilang), et il est très respecté par l'empereur Muzong. Après la mort d'Han Hong, un gouverneur militaire devenu chancelier, Muzong découvre que presque tous les fonctionnaires de l'administration impériale ont reçu des pots-de-vin du défunt, qui cherchait à obtenir différentes faveurs. Entre tous, Niu est le seul à avoir refusé les pots-de-vin. Impressionné par l'intégrité de Niu Sengru, l'empereur Muzong le nomme chancelier en 823. À cette date, Li Deyu, est le gouverneur (觀察使, Guanchashi) du circuit de Zhexi (浙西), et lorsque Han Hong meurt, il est vu comme un candidat potentiel au poste de chancelier. Mais à la suite de la nomination de Niu, il reste à son poste et n'a droit à aucune promotion pendant une période de huit ans. Cet échec suivi d'une stagnation de sa carrière font qu'il pense que c'est le chancelier Li Fengji qui est le responsable de la situation et que c'est lui qui a recommandé Niu pour ce poste à sa place. Son ressentiment envers Niu et Li ne fait qu'augmenter à partir de cette date.
Pendant ce temps, Li Shen, qui n'est encore qu'un simple lettré impérial, mais est également respecté par l'empereur Muzong, critique souvent à la fois Li Fengji et le puissant eunuque Wang Shoucheng, un ami de ce dernier. Afin de se débarrasser de ce gêneur, Li Fengji recommande intentionnellement Li Shen pour le poste de chef adjoint de la censure impériale (御史中丞, Yushi Zhongcheng). Cela peut sembler être une promotion inespérée pour Shen, mais Fengji espère surtout créer un conflit entre le nouveau chef adjoint et Han Yu, le maire de la municipalité de Jingzhao (京兆), c'est-à-dire la région de Chang'an. En effet, Han, en tant que maire, doit, suivant la tradition, faire preuve de respect envers les membres de la censure impériale. Or, comme il porte également le titre honorifique de chef de la censure impériale (御史大夫, Yushi Daifu), Li Fengji a statué qu'il n’avait pas besoin de le faire. Fengji espère bien que Li Shen exigera de Han ces fameuses preuves de respect et que le tout dégénérera en un conflit apte à discréditer le nouveau chef adjoint aux yeux de l'empereur. Comme prévu par Fengji, un conflit éclate entre les deux hommes sur cette question, avec un échange de lettres et autres communiqués virulents entre Shen et Han. Lorsque leur conflit arrive sur la place publique, Li Fengji recommande immédiatement à l'empereur de les rétrograder tous les deux. C'est ainsi que Han est nommé au poste de vice-ministre de la défense (兵部侍郎, Bingbu Shilang) tandis que Li Shen devient le gouverneur du circuit de Jiangxi (江西). Par la suite, l'empereur Muzong réalise que ce conflit a été provoqué par Li Fengji, et fait revenir Li Shen à la capitale où il devient sous-ministre du recensement.

## Pendant le règne de l'Empereur Jingzong
En 824, l'empereur Muzong meurt et c'est son fils Tang Jingzong, qui devient le nouvel empereur. À peine est-il monté sur le trône, que Li Fengji lui fait dire, par l'intermédiaire de Wang Shoucheng, que c'est grâce à son soutien qu'il a été nommé prince héritier par le défunt empereur Tang Muzong. Fengji lui fait également dire que Li Shen et l'ancien chancelier Du Yuanying ont tous deux soutenu Li Cong (李悰), le Prince de Shen et frère cadet de Muzong. Croyant tout ce que dit Wang, l'empereur Jingzong exile Li Shen en le nommant conseiller militaire du responsable du Zhou de Chao (潮州), et rétrograde deux lettrés que Li Shen avait recommandés, Pang Yan (龐嚴) et Jiang Fang (蔣防), qui se retrouvent responsables de deux autres Zhou lointains. Par la suite, les proches de Li Fengji demandent régulièrement que Li Shen soit mis à mort, ce que l'empereur Jingzong accepte dans un premier temps. Mais lorsque Wei Chuhou lui présente une pétition prenant la défense de Li Shen en 825, Jingzong prend le temps de passer en revue les Archives du palais et constate Que Du Yuanying, Li Shen et Pei Du l'avaient bel et bien soutenu au moment du choix du Prince héritier. Il fait alors détruire tous les rapports accusant Li Shen de divers crimes, sans pour autant le faire revenir à Chang'an.
À cette date, Niu Sengru est encore chancelier, mais il se sent impuissant à arrêter la frivolité et l'incompétence de l'empereur Jingzong. En conséquence, il demande à partir de la capitale, ce que l'empereur Jingzong lui accorde en faisant de lui le nouveau gouverneur militaire du circuit de Wuchang (武昌). C'est la même année que l'empereur Jingzong publie un édit ordonnant une amnistie générale, qui relance le conflit entre les deux factions. Au début, Li Fengji soumet un texte pour cet édit qui permettrait aux fonctionnaires exilés qui avaient précédemment occupé un poste à Chang'an d'en recevoir un autre, mais sans rien dire au sujet des fonctionnaires en exil qui n'avaient jamais occupé un poste à Chang'an. Wei Chuhou fait alors remarquer que Li Fengji a choisi cette formulation pour empêcher la venue de Li Shen à Chang'an. Sur la suggestion de Wei, l'édit est révisé, ce qui permet à Li Shen d'être muté au Zhou de Jiang (江州) pour y occuper le poste de Secrétaire général.
En 826, l'empereur Jingzong convoque Pei Du, à la capitale pour lui redonner le poste de chancelier. Pour essayer d'empêcher Pei de gagner la confiance de l'empereur Jingzong, les proches de Li Fengji répandent des rumeurs selon lesquelles une prophétie annonce que le nouveau chancelier deviendra un empereur, mais Jingzong n'en tient pas compte.

## Pendant le règne de l'Empereur Wenzong

### Avant l'incident de la rosée douce
En 826, l'empereur Jingzong est assassiné par ses joueurs de polo, qui lui en voulaient à cause des mauvaises traitements qu'ils lui faisait subir de manière impulsive. Après ce décès, une faction d'eunuques essaie de faire de son oncle Li Wu, le Prince de Jiāng, le nouvel empereur, tandis qu'une autre faction, dirigée par Wang Shoucheng, soutient la candidature de Li Han le Prince de Jiàng. Finalement, c'est la faction de Shoucheng qui gagne et Han monte sur le trône sous le nom d'empereur Wenzong.
Lorsque commence le règne de Wenzong, Pei Du et Wei Chuhou sont les principaux chanceliers du gouvernement. En 828, après la mort de Wei, c'est Lu Sui qui succède au défunt et devient chancelier. En 829, l'empereur Wenzong, sur la recommandation de Pei Du, fait revenir Li Deyu à Chang'an pour lui donner le poste de sous-ministre de la défense. Par la suite, Pei recommande Li Deyu pour la chancellerie. Cependant, c'est Li Zongmin, alors vice-ministre des affaires de la fonction publique (吏部侍郎, Libu Shilang), qui devient chancelier avec l'aide des eunuques, et non Li Deyu. En 830, sur recommandation de Li Zongmin, Niu est rappelé de Wuchang et devient également Chancelier. Selon les chroniques chinoises, après cette date Niu et Zongmin travaillent de concert pour se débarrasser des partisans de Li Deyu au sein du gouvernement impérial. Les victimes de ce travail de sape incluent Pei Du, que Li Zongmin fait passer du statut de chancelier à celui de gouverneur militaire du circuit de Shannan Est (山南東道). Que Li Zongmin ait fait partie du personnel de Pei Du lorsque celui-ci était devenu chancelier pour la première fois, ne semble pas avoir affecté sa décision d'exiler son ancien chef.
Li Deyu lui-même est nommé gouverneur militaire du circuit de Xichuan (西川), qui vient juste d'être dévasté par une incursion des troupes du Royaume de Nanzhao. Selon les chroniques chinoises, Li Deyu se distingue à son nouveau poste en améliorant les défenses, reconstruisant l'économie et assurant la formation des soldats. En 831, Xidamou (悉怛謀), un officier du royaume ouïghour de Tourfan chargé du Zhou de Wei (維州), se rend à Deyu et lui remet le contrôle de son Zhou, que les Ouïghours ont pris aux Tang depuis des décennies. Li Deyu préconise d'accepter la reddition et d'utiliser le Zhoude Wei comme tremplin pour une grande campagne contre les Ouïghours. Niu s'y oppose, soutenant qu'il s'agit d'une violation du traité de paix entre les Tang et les Ouïghours et que, si une guerre débute, les armées de ces derniers pourraient atteindre Chang'an facilement. L'empereur Wenzong se range à l'avis de Niu et ordonne à Li Deyu de rendre aux Ouïghours le Zhou de Wei, ainsi que Xidamou et ses soldats. L'officier et ses hommes sont massacrés par les Ouïghours en représailles de leur trahison, ce provoque un ressentiment populaire contre Niu. Les chroniqueurs de l'époque pensent que le sort de Xidamou est le résultat direct du conflit entre Niu/Li Zongmin et Li Deyu. Par la suite, l'empereur Wenzong regrette sa décision, et Niu offre à maintes reprises sa démission. Pour comprendre le contexte dans lequel a lieu cet incident, il faut savoir que, lassé de la guerre et des troubles, l'empereur Wenzong demande constamment à ses chanceliers quand l'empire des Tang connaîtra une vraie paix. De son côté, Niu pense que pacifier l'empire est impossible à réaliser à court terme et que Wenzong en demande trop. Toujours est-il que, vers le nouvel an 833, l'empereur Wenzong fait de Niu le gouverneur militaire du circuit de Huainan (淮南),. Parmi tous les incidents qui ont émaillé l'histoire des Tang, l'incident de Xidamou est l'un de ceux qui a provoqué le plus de controverses chez les historiens, avec une multiplication des prises de position tranchées. Finalement on ne sait toujours pas avec certitude si Niu s'est opposé à la proposition de Li Deyu pour des raisons purement personnelles ou si c'est véritablement pour éviter une attaque des Ouïghours, ni même déterminer qui avait raison entre Niu ou Li Deyu.
Ce qui est sûr, par contre, c'est que Li Deyu est rappelé à Chang'an pour occuper le poste de ministre de la défense (兵部尚書, Bingbu Shangshu), et il était communément admis à la Cour Impériale qu'il allait devenir chancelier, malgré l'opposition de Li Zongmin. Du Cong, un proche de Li Zongmin suggère à ce dernier de tenter de faire la paix avec Li Deyu. Cong pensait que le ressentiment de Li Deyu envers les fonctionnaires de la faction Niu résultait en partie de la jalousie qu'il avait développée après qu'ils ont réussi à passer les examens impériaux, alors que lui-même était perçu comme étant favorisé par ses antécédents familiaux. Du suggère à Li Zongmin de recommander Li Deyu pour superviser les examens impériaux, ce qui pourrait le satisfaire. Zongmin rejette cette idée, mais commence par accepter de recommander Li Deyu pour le poste de censeur impérial en Chef. Li Zongmin envoie Du Cong rendre visite à Li Deyu pour lui communiquer cette proposition, qui se montre réceptif et reconnaissant. Mais entre-temps, Zongmin consulte un autre de ses proches, Yang Yuqing (楊虞卿), le cousin de Yang Rushi, qui s'oppose à cette idée. Finalement, Li Zongmin n'a jamais recommandé Li Deyu pour le poste de censeur impérial en Chef.
Pendant ce temps, Yang Yuqing, Yang Rushi, qui est le frère du précédent, Yang Han'gong (楊漢工), Zhang Yuanfu (張元夫), et Xiao Huan (蕭澣) sont perçus par l'empereur Wenzong comme étant trop enfermés dans leurs querelles de partis et il commence à les prendre en grippe. En 833, Li Deyu devient chancelier et utilise l'aversion de l'empereur Wenzong envers les Yang pour commencer à éjecter les fonctionnaires de la faction Niu du gouvernement. Li Zongmin réagit en revoyant Zheng Tan, qui est alors un fonctionnaire érudit, de son poste de savant impérial. L'empereur Wenzong réagit en promouvant Zheng au poste de chef de la censure impériale sans consulter Zongmin, qui est alors partagé entre la colère et la crainte. Peu de temps après, il est muté/exilé dans le circuit de Shannan Ouest (山南西道), où il occupe le poste de gouverneur militaire.
C'est à cette époque que l'empereur Wenzong commence à devenir proche d'un médecin nommé Zheng Zhu, que Wang Shoucheng lui a recommandé. Peu de temps après, sur recommandation de Zheng Zhu, l’empereur fait venir à la Cour Li Zhongyan, un ancien fonctionnaire qui avait été exilé en raison de crimes, dont il devient également un proche. Zongyan devient ensuite un professeur de l'Université impériale, malgré les multiples objections de Li Deyu. Cette affaire provoque des dissensions entre Li Deyu et l'empereur Wenzong, dont Wang Shoucheng, Li Zongyan et Zheng Zhu profitent pour faire revenir Li Zongmin à la Cour, où il retrouve son poste de chancelier, tout en envoyant Deyu remplacer Zongmin au poste de gouverneur militaire du circuit de Shannan Ouest. Lorsqu'il apprend sa mutation, Li Deyu rencontre l'empereur Wenzong et demande à rester à Chang'an, ce que Wenzong lui accorde dans un premier temps en le nommant à nouveau ministre de la défense. Cependant, Li Zongmin objecte rapidement que Li Deyu ne devrait pas être autorisé à rester ou partir de la capitale juste en fonction de ses propres désirs. Deyu est donc envoyé au Circuit de Zhexi, qui est rebaptisé Circuit Zhenhai, pour y occuper le poste de gouverneur militaire.
En 835, les fonctionnaires Wang fan (王璠) et Li Han (李漢) accusent Li Deyu de s'être associé avec Li Cou, le Prince de Zhang et frère de l'empereur Wenzong, pour renverser ce dernier et mettre Cou au pouvoir. Furieux, l'empereur Wenzong convoque un tribunal composé de chanceliers pour juger Li Deyu. Lu Sui parle devant ce tribunal pour défendre Li Deyu, ce qui lui vaut d'être relevé de ses fonctions et exilé dans le Zhou de Yuan (袁州) pour occuper le poste de Secrétaire général. Condamné à un nouvel exil, Li Deyu n'a même pas été autorisé à rencontrer l'empereur Wenzong avant son départ, alors que normalement il reçoit tout haut fonctionnaire qui est muté. Peu après, Jia Su, un proche de Zheng Zhu est nommé Chancelier.
Pendant ce temps, des rumeurs se répandent dans Chang'an, la capitale, disant que Zheng Zhu utilise l'alchimie pour fabriquer des pilules destinées à rendre immortel l'empereur Wenzong, et que leur fabrication nécessite l'utilisation de cœurs et de foies de nourrissons. Cela cause une grande panique au sein de la population et Zheng en profite pour essayer se débarrasser de Yang Yuqing, qu'il n'aime pas, en accusant les membres de sa famille d'être à l'origine des rumeurs. Yang est arrêté, et Li Zongmin tente de plaider sa cause auprès de Wenzong. Il essaye en vain, car, énervé par ses complaintes, l'empereur lui donne bruyamment l'ordre de se retirer sur le champ. Zheng Zhu décide alors de profiter de la situation pour faire d'une pierre deux coups. En effet, Li Zongmin avait refusé que Zhu intègre le Bureau législatif ou le Bureau des examens, ce que ce dernier a très mal pris. Zhu accuse donc Zongmin d'être un complice de Yang Yuqing et l'empereur Wenzong l'exile en le nommant responsable du Zhou de Ming (明州). Zheng laisse également entendre que Li Zongmin avait flatté l'eunuque Yang Chenghe (楊承和) et le fonctionnaire Song Ruoxian (宋若憲) afin de devenir chancelier. Wenzong réagit en rétrogradant et exilant à nouveau Zongmin, qui devient le fonctionnaire chargé du recensement du Zhou de Chao (潮州). Après ce nouvel exil, Li Zhongyan, qui entre-temps a fait changer son nom en Li Xun, et Zheng Zhu font éjecter l'un après l'autre du gouvernement impérial les fonctionnaires proches de Li Zongmin. En outre, ils accusent également tous les fonctionnaires qu'ils n'aiment pas d'être des associés des "Deux Li ", avant de les faire expulser du gouvernement impérial. Finalement, les factions Niu et Li sont toutes les deux expulsées de la Cour Impériale, laissant le contrôle du gouvernement à Zhu et Xun.

### Après l'incident de la rosée douce
Pendant ce temps, l'empereur Wenzong ne supporte plus la puissance politique et militaire des eunuques, qui sont à la tête de la puissante garde impériale Shence (神策軍) et contrôlent le palais. Pour se débarrasser d'eux, il commence à comploter en secret avec Zheng Zhu, Li Xun et leurs proches, afin d'organiser le massacre des eunuques. C'est pour cela que, durant l'hiver 835,il nomme Zheng gouverneur militaire du circuit de Fengxiang (鳳翔), afin que ce dernier lève et prépare les troupes nécessaires à l'élimination des eunuques. Mais Li, qui veut prendre tout le crédit pour lui, lance l'attaque le 14 décembre 835 de manière prématurée, alors que les préparatifs sont incomplets. Les eunuques, dirigés par Qiu Shiliang et Yu Hongzhi (魚弘志), réussissent à vaincre Li Xun, puis utilisent la garde Shence pour massacrer un grand nombre de fonctionnaires impériaux, dont Li Xun, Zheng Zhu, Wang fan, Luo Liyan (羅立言), Guo Xingyu (郭行餘) et Li Xiaoben (李孝本), ainsi que les chanceliers Wang Ya, Jia Su et Shu Yuanyu. Cet incident est connu sous le nom d'incident de la rosée douce, ou incident de Ganlu, et après cela, l'empereur Wenzong n'est plus qu'une marionnette entre les mains des eunuques.
Après ce massacre, Li Shi et Zheng Tan sont nommés chanceliers, tandis que le véritable pouvoir politique et militaire reste entre les mains des eunuques les plus importants. Selon les chroniques chinoises, à la suite d'une pétition particulièrement sévère envers les eunuques déposée par le gouverneur militaire Liu Congjian, qui est outré par la mort des précédents chanceliers, lesdits eunuques font preuve d'une certaine modération et laissent à l'empereur Wenzong et aux nouveaux chanceliers une certaine liberté de gouvernement. Pendant ce temps, Li Zongmin est muté plus près de la capitale, et devient le conseiller militaire du responsable du Zhou Heng. Petit à petit, les fonctionnaires accusés d'être des partisans des "Deux Li" commencent à être autorisés à recevoir des postes de plus en plus proches de la capitale.
Mais très vite, Qiu Shiliang prend Li Shi en grippe, car il ne supporte pas ses tentatives de restaurer l'autorité impériale. En 838, il tente, en vain, de le faire assassiner, ce qui suffit pour que Li Shi, craignant pour sa vie, offre sa démission et se retrouve muté dans le circuit de Jingnan (荊南) dont il devient le gouverneur militaire. Dans le même temps, Yang Sifu, le fils de Yan Yuling et Li Zhi, tous deux vus par les historiens chinois comme étant les chefs de la faction Niu, deviennent des chanceliers. Peu de temps après sa nomination, Yang Sifu essaye d'obtenir une nouvelle promotion pour Li Zongmin. Cette proposition rencontre l'opposition de Zheng Tan et Chen Yixing, les autres chanceliers, qui eux sont vus comme étant les chefs de la faction Li. À partir de cette date, chaque discussion à caractère politique au sein de l'administration impériale tourne à l'affrontement plus ou moins ouvert entre les deux partis. En 839, après une violente dispute verbale entre les chanceliers, Yang offre de démissionner, mais finalement ce sont Chen et Zheng qui perdent leurs postes de chancelier.
En 839, alors que l'empereur Wenzong est gravement malade, sa concubine préférée, la Consort Yang, recommande que son frère Li Rong, le Prince d'An, soit choisi comme prince héritier. Les historiens chinois suspectent que cette proposition vienne en fait de Yang Sifu, qui semble être son neveu. Li Zhi, cependant, s'y oppose et c'est Li Chengmei, le Prince de Chen et fils cadet de feu l'empereur Tang Jingzong, qui devient prince héritier. Cependant, lorsque l'état de santé de l'empereur Wenzong s'aggrave en 840, Chou et Yu, désireux d'utiliser cette occasion pour contrôler la succession impériale, font publier un édit au nom de l'empereur Wenzong par lequel c'est un autre de ses frères, Li Chan, le Prince de Ying, qui est nommé Prince héritier. Wenzong meurt peu après, et avant même que Li Chan ait le temps de monter officiellement sur le trône, la consort Yang, Li Rong et Li Chengmei sont condamnés à se suicider, tandis que de nombreux eunuques et musiciens qui étaient personnellement proches de l'empereur Wenzong sont soit tués, soit exilés. Ce n'est qu'après ces événements que Li Chan monte sur le trône et devient l'empereur Tang Wuzong.

## Pendant le règne de l'Empereur Wuzong
L'empereur Wuzong sait que les chanceliers Yang Sifu et Li Zhi ne l'ont pas soutenu au moment du choix du prince héritier et les exile en les nommant le premier gouverneur militaire du circuit de Hunan (湖南) et le second gouverneur du district de Gui (桂管),. Certains de leurs proches, comme Pei Yizhi (裴夷直) et Li Zhongmin (李中敏) sont également rétrogradés. Suivant les recommandations de l'eunuque Yang Qinyi (楊欽義), Wuzong rappelle Li Deyu de son exil, le nomme chancelier et lui confie les affaires de l'État. Ce petit coup de pouce n'a rien d'étonnant, car Deyu et Qinyi se sont liés d'amitié à l'époque où le premier était le gouverneur militaire de Huainan et le second l'eunuque-superviseur de l'armée d'Huainan.
En 841, à la suite de nouvelles accusations de Qiu Shiliang visant Yang Sifu et Li Zhi, ainsi que les eunuques Liu Hongyi (劉弘逸) et Xue Jileng (薛季稜), l'empereur Wenzong finit par croire que, lors du choix du prince héritier, Yang et Liu soutenaient la candidature de Li Rong, tandis que Li Zhi et Xue soutenaient celle de Li Chengmei. L'empereur réagit en donnant l'ordre à Liu et Xue de se suicider, bien que Xue faisait partie de ses hommes de confiance avant les accusations de Shiliang. Il envoie également des eunuques porter des messages au circuit de Hunan et au district de Gui, pour donner l'ordre d'exécuter Yang Sifu et Li Zhi. Lorsqu'il est mis au courant des ordres de l'empereur, Du Cong va voir Li Deyu et lui fait comprendre qu'il ne devrait pas encourager le penchant de Wuzong à faire exécuter des fonctionnaires. Li Deyu, ainsi que ses collègues chanceliers Cui Gong, Cui Dan et Chen Yixing, s'en vont donc intercéder en faveur de Yang et Li Zhi auprès de l'empereur; et après de longues plaidoiries, Yang, Li Zhi, ainsi que Pei sont rétrogradés et mutés plus loin, mais leurs vies sont épargnées. Mais Deyu n'en a pas pour autant fait la paix avec ses anciens ennemis, car un peu plus tard la même année, il profite d'une inondation majeure survenue dans le circuit de Shannan Est, dont Niu Sengru est alors le gouverneur militaire, pour relever Niu de son commandement et lui donner le poste honorifique de conseiller principal du Prince héritier.
Pendant les années qui suivent cet incident, Li Deyu continue d'avoir la pleine confiance de l'empereur Wuzong. Ainsi, lorsque les tribus Huigu, des anciens alliés des Tang, sont vaincues et repoussées par les Xiajiasi, elles commencent à lancer des raids à répétition contre les frontières des Tang. Pour gérer cette crise, Wuzong suit les suggestions de Deyu, qui finit par prendre la tête d'une armée et vaincre les Huigu, mettant ainsi fin aux raids,.
En 843, Li Deyu, demande un réexamen des circonstances de l'incident de Xidamou, apparemment avec l'intention d'utiliser ledit incident pour lancer de nouvelles attaques contre les chefs de la faction Niu. Finalement, l'empereur Wuzong ne prononce aucune nouvelle sanction et honore Xidamou en le promouvant général à titre posthume.
Un peu plus tard la même année, Liu Congjian, le commandant militaire du circuit de Zhaoyi meurt, en essayant de laisser son poste à Liu Zhen, qui est à la fois son fils adoptif et son neveu biologique. Mis devant le fait accompli, les fonctionnaires à la Cour ont des opinions différentes sur la manière de réagir, certains préconisant de lancer une campagne militaire contre Liu Zhen et d'autre proposant d'officialiser ce transfert de poste du père au fils. Finalement, c'est sur le conseil de Li Deyu que l'empereur Wuzong tranche en faveur d'une campagne militaire, qui s’achève en 844, lorsque Guo Yi (郭誼), un des hommes de Liu Zhen, tue son supérieur avant de capituler.
Après cette victoire, l'empereur Wuzong récompense généreusement Li Deyu et lui décerne le titre de duc de Zhao. Toutefois, alors même qu'il semble au sommet de sa gloire, Li Deyu provoque beaucoup de ressentiments et de haine envers lui au sein de la Cour. Il est, entre autres, particulièrement méprisé pour avoir incité l'empereur Wuzong à publier un édit condamnant à titre posthume les parents de Wang Yai, Jia Su, et Li Xun, qui avaient fui à Zhaoyi, où ils avaient été protégés par Liu Congjian, avant d'être tués par Guo Yi, après que ce dernier ait éliminé Liu Zhen. En outre, Deyu ressasse toujours son ressentiment envers Niu et Li Zongmin, allant jusqu'à les accuser d'avoir aidé Liu Congjian et Liu Zhen, malgré l'absence totale de preuve. Deyu n'hésite pas à impliquer Zheng Qing (鄭慶), le secrétaire de Liu Zhen, en déclarant qu'à chaque fois que Liu Congjian recevait des lettres de Niu et de Li Zongmin, il les lisait et les brûlait ensuite. En outre, il fait dire à Lü Shu (呂述), le vice-maire de Luoyang, où Niu se trouve à l'époque, lorsque Niu a entendu parler de la défaite de Liu Zhen, il a soupiré. Deyu relaie toutes ces accusations à l'empereur Wuzong, qui, en colère, exile à la fois Niu et Li Zongmin. De plus, en 845, Li Deyu fait en sorte que Li Shen, qui est alors le gouverneur militaire de Huainan, accuse faussement Wu Xiang (吳湘), le magistrat du comté, d'avoir forcé la fille d'un non-noble à l'épouser. En réalité, le seul véritable tort de Xiang est d'être le neveu de Wu Wuling (吳武陵), un fonctionnaire que Li Deyu ne supporte pas. Malgré les objections de nombreux fonctionnaires, l'empereur Wuzong suit les conseils de Deyu et ordonne l'exécution de Wu Xiang sans autre forme de procès.
Selon les historiens chinois, arrivé à ce point, Li Deyu est tellement ivre de pouvoir, qu'il proclame ouvertement qu'il ne peut plus gouverner impartialement. Ainsi, en 845, lorsque le jeune lettré Wei Hongzhi (韋弘質) fait remarquer que les chanceliers ont déjà tant de pouvoir qu'ils ne devraient pas en plus avoir le contrôle du Trésor Impérial, Li Deyu le fait rétrograder et commence à le prendre en grippe à son tour.
La même année, Wuzong fait paraître un édit impérial organisant la persécution et la destruction du bouddhisme et de toutes les religions considérées comme "étrangères" : zoroastrisme, manichéisme et christianisme nestorien, entre autres. Concrètement, les sanctuaires et temples sont détruits, les monastères sont fermés et leurs biens confisqués, les moines défroqués de force... Seul l'islam, alors très discret et très minoritaire, échappe aux conséquences de ce décret. Wuzong prend ce décret pour remplir les caisses de l'État grâce aux confiscations, mais aussi sous l'influence des fanatiques taoïstes, de plus en plus présents à la Cour et qui bénéficient du soutien de Li Deyu.
En 846, l'empereur Wuzong tombe gravement malade, probablement à cause de la composition des pilules que lui préparent ses alchimistes taoistes. Les eunuques décident secrètement que c'est l'oncle de l'empereur Wuzong, Li Yi, le Prince de Guang, qui doit devenir le Prince héritier. Ils publient un édit au nom de l'empereur allant dans ce sens et lorsque Wuzong meurt peu de temps après, Li Yi, qui est très vite renommé Li Chen, monte sur le trône et devient l'empereur Tang Xuānzong.

## Pendant le règne de l'Empereur Xuānzong
Dès l'époque où il n'était encore qu'un Prince Impérial, l'empereur Xuānzong avait pris en grippe Li Deyu et trouvait qu'il avait trop de pouvoir. Lors de la cérémonie marquant son accession au trône, Xuānzong reçoit des mains de Li Deyu un rapport officiel de félicitations rédigé au nom de tous les fonctionnaires impériaux. Après la cérémonie, l'empereur Xuānzong dit à ses serviteurs, «La personne qui était la plus proche de moi au cours de la cérémonie, ce n'était pas le Taiwei? Quand il m'a regardé, tous mes cheveux se sont hérissés!"
À peine sept jours après être monté sur le trône, et à la grande surprise de toute l'administration impériale, l'empereur Xuānzong, mute/exile Li Deyu hors de la capitale en le nommant gouverneur militaire du circuit de Jingnan. Il exile également des proches de Deyu, comme Xue Yuanshang (薛元賞) et Xue Yuangui (薛元龜), le frère du précédent. Peu de temps après, Xuānzong publie un édit autorisant les cinq anciens chanceliers de la faction de Niu qui avaient été exilés par l'empereur Wuzong, à savoir Niu Sengru, Li Zongmin, Cui Gong, Yang Sifu et Li Zhi, à être promus à des postes plus proches de Chang'an. Li Zongmin n'a pas le temps d'en profiter, car il meurt avant d'avoir eu le temps d'être muté. L'empereur Xuānzong fait également de Li Deyu le défenseur de Luoyang, ce qui l'éloigne un peu plus de la capitale, et lui enlève son titre de chancelier honoraire, qu'il avait continué à porter en tant que gouverneur militaire de Jingnan. Cette nouvelle rétrogradation est une preuve supplémentaire de la disgrâce de Deyu.
Pendant ce temps, Bai Minzhong, qui a réussi à gagner la confiance de l'empereur Xuānzong, est nommé chancelier. Il profite de son nouveau poste pour attaquer Li Deyu, reprenant une à une toutes les offenses qu'il avait commises en tant que chancelier. Deyu est alors de nouveau rétrogradé, passant de défenseur de Luoyang à simple conseiller du Prince héritier. Pendant ce temps, les personnes que Li Deyu avait défavorisées sont quasiment toutes promues à de nouveaux postes, tandis que ceux qui avaient été favorisés par l'ancien chancelier sont rétrogradés l'un après l'autre. Enfin, l'empereur Xuānzong annule l'édit anti-bouddhisme et rend une partie des biens confisqués.
Les choses n'en restent pas là pour Deyu. En 847, Wu Runa (吳汝納), le frère de Wu Xiang, présente à l'empereur une pétition dans laquelle il proclame que son frére a été exécuté alors qu'il n'avait pas commis de crimes et accuse Li Shen et Li Deyu d'avoir conspiré pour obtenir ce résultat injuste. Immédiatement, l'empereur Xuānzong ordonne une enquête menée par le Bureau des censeurs impériaux(御史臺, Yushi Tai), et lorsqu'il en reçoit les conclusions, il exile à nouveau Li Deyu, qui devient le conseiller militaire du responsable du Zhou de Chao. Xuānzong rétrograde également d'autres fonctionnaires qu'il considère comme complices ou négligents dans la mort de Wu Xiang, et démet Li Shen de tous ses titres et fonctions à titre posthume. L'aversion de l'empereur Xuānzong pour Li Deyu est si intense que lorsque le fonctionnaire impérial Ding Rouli (丁柔立), qui ne fait pourtant pas partie de la faction de Deyu, présente une pétition pour défendre ce dernier, l'empereur le traite comme un associé de Li Deyu et le rétrograde au poste de shérif d'un Xian. De même, Cui Jia (崔嘏), dont le projet d'édit impérial condamnant Li Deyu est considéré comme insuffisamment sévère dans sa formulation, est rétrogradé au rang de responsable d'un Zhou. En outre, le général Shi Xiong, que Li Deyu avait recommandé lors de la campagne contre Liu Zhen, se voit refuser le poste de gouverneur militaire qu'il a demandé, car c'est un proche de Li Deyu.
À ce stade, les historiens et chroniques historiques chinois considèrent que la lutte entre les factions Niu et Li sont définitivement achevées, au profit de la faction Niu.

## Principaux dirigeants des factions

### Faction Niu
- Niu Sengru[5],[17]
- Li Zongmin[5],[17]
- Li Fengji[5],[17]
- Yang Rushi[17]
- Yang Sifu[36]
- Li Jue[36]
- Bai Minzhong[17]

### Faction Li
- Pei Du[17]
- Li Deyu[5],[17]
- Zheng Tan[17],[36]
- Chen Yixing[36]
- Li Shen[5],[17]